# 及物性
语言学中，及物性是动词的一种属性，关系到动词是否可以接宾语、能接多少个宾语。及物性和配价相关，后者还考虑直接宾语之外的论元。强制名词短语和前置介词短语决定了一个谓词能接多少个论元。强制元素会被视作是论元，而可选元素永远不会是论元。
传统英語語法对动词及物与否是二元对立的，前者可带直接宾语（如英语throw、injure、kiss，汉语拿、说），后者不能带直接宾语（如英语fall、sit，汉语哭、跑）。实际上许多语言（包括汉语、英语）也有能带两个宾语的动词（双及物动词），甚至有能同时做及物和不及物的动词（可及物动词）。
系统功能语法中，及物性形成了一个连续统，而不是传统语法中的二元区分。“连续统”视角更偏向语义学视角，动词如何影响宾语也被考虑在内（如“看”就比“杀”具有更低的及物性）。

## 历史
及物性的概念及今日作为语言学基础的其他概念，最早是由斯多葛学派和逍遥学派提出的，但他们所指可能是含有及物或不及物动词的整个句子，而非动词本身。斯多葛学派的发现后来得到了亚历山太学派及之后的亚历山大语法学派的应用与发展。

## 形式分析
匈牙利语等语言通过词法手段标记及物性；及物动词与不及物动词的行为模式并不相同。在具有多重一致的语言中，不及物动词只与主语一致，而及物动词则会与主语和直接宾语都一致。
其他语言中，这区别体现于句法。例如，可以通过给动词加适当的直接宾语来判断是否为不及物动词：
- 他亲了她的手—及物。
- 她害了他—及物。
- 你扔了什么？—及物。

相比之下，不及物动词加上直接宾语会产生不合语法、乃至不合语义的话语：
- 我坐了一把椅子。
- 我哭了一个苹果。

英语相较于其他印欧语系语言，及物性规则异常宽松：看上去应该是及物动词，但也可用作不及物动词，反之亦然。它们间往往有着语义上的差异：比较我炒菜与番茄炒鸡蛋。
不及物动词后接适当的间接宾语是可以接受的：
- 我对着他笑。

英语的不及物动词也可以带同源宾语，宾语可被认为是动作的组成部分，如：She slept a troubled sleep（她睡了一个不安稳的觉）。

### 通过词法手段表示及物性的语言
以下语系的语言具有这一特点：
乌拉尔语系：
- 摩尔多瓦语支
- 乌戈尔语支三种语言
- 北萨摩耶德语支

印欧语系：
- 印地语-乌尔都语[7]
- 旁遮普语
- 古吉拉特语[8][9]

古西伯利亚语言：
- 爱斯基摩－阿留申语系：爱斯基摩语，详见锡列尼基语、西格陵兰语
- 楚科奇－堪察加语系
- 尤卡吉尔语
- 凯特语的动词倾向系统极为复杂，用多种方式指称宾语（另见多重一致）。

所有美拉尼西亚皮钦语都用-im或-em做及物性标记：巴布亚皮钦语中laik“想要”，而laikim“喜欢（他/她/它）”。
萨利希语系所有语言。

## 形式–功能映射
形式及物性在各种语言中与各种语义功能相关。Hopper & Thompson (1980)在跨语言方面提出，将及物性分解为十个形式及语义特征（部分为二元，部分分等级）；与及物程度相关的特征总结于下表：
|              | 高          | 低            |
| ------------ | ----------- | ------------- |
| A. 受事      | 多个受事    | 一个受事      |
| B. 动作      | 动作        | 非动作        |
| C. 体        | 完成        | 未完成        |
| D. 瞬息性    | 瞬息        | 非瞬息        |
| E. 意愿性    | 意愿        | 非意愿        |
| F. 肯定      | 肯定        | 否定          |
| G. 语态      | 现实        | 虚拟          |
| H. 支配度    | A支配度较高 | A支配度较低   |
| I. O的受动性 | O完全受影响 | O不受影响     |
| J. O的个别性 | O高度个别性 | O不具备个别性 |

Næss (2007)详细讨论了以下两点：
1. 及物性虽然从形式上看是一个广泛的现象类别，但它归根结底可分析为是最大限度地区分所涉及两个受事的方式:22–25；
2. 主要的受事可用语义特征[±意愿][±鼓动][±影响]描述，这些特征的两两组合将产生不同种类的受事:89，并与各个动词相容或不相容。当然个别语言可能有更细微的区分（第五章）。

讨论了的受事类型包括：
- 有条件接受者（有些是体验者、接受者、受益者）：[+Vol]、[-Inst]、[+Aff]

如西班牙语Me gusta.中的me[我喜欢它。]
- 受迫：[-Vol]、[+Inst]、[-Aff]

如“龙卷风打破了我的窗户”中的龙卷风
- 工具：[-Vol]、[+Inst]、[+Aff]

如：“锤子打破了杯子”中的锤子